# Théorème de Veblen-Young
En mathématiques, le théorème de Veblen-Young, prouvé par Oswald Veblen et John Wesley Young, exprime qu'un espace projectif de dimension au moins trois peut être construit comme l'espace projectif associé à un espace vectoriel sur un corps gauche.
Les plans non-arguésiens donnent des exemples d'espaces projectifs de dimension deux qui ne proviennent pas d'espaces vectoriels sur des corps gauche, ce qui montre que l'hypothèse sur la dimension au moins égale à trois est nécessaire.
Jacques Tits a généralisé le théorème de Veblen-Young aux immeubles de Tits, en démontrant que les immeubles (sphériques) de rang au moins 3 proviennent de groupes algébriques,,.
John von Neumann généralise le théorème de Veblen-Young à la géométrie continue (en) en démontrant qu'un treillis modulaire complémenté (en) d'ordre au moins 4 est isomorphe à l'ensemble des idéaux à droite d'un anneau de von Neumann régulier (en).

## Énoncé
Un espace projectif S peut être défini de manière abstraite comme un ensemble P (les points) muni d'un ensemble L de parties de P (les droites), satisfaisant aux axiomes suivants :
- deux points distincts p et q appartiennent à une droite unique ; on la note pq ;
- (axiome de Veblen ou de Veblen-Young) si a, b, c, d sont des points distincts et si les droites ab et cd se coupent, alors les droites passant ac et bd se coupent également ;
- toute droite contient au moins 3 points.

Le théorème s'énonce alors de la façon suivante.
Théorème de Veblen-Young — Tout espace projectif de dimension supérieure ou égale à 3 (c'est-à-dire qu'il contient au moins deux droites non sécantes) est isomorphe à l'espace projectif des droites dans un espace vectoriel sur un corps gauche K.